# 핫 슈

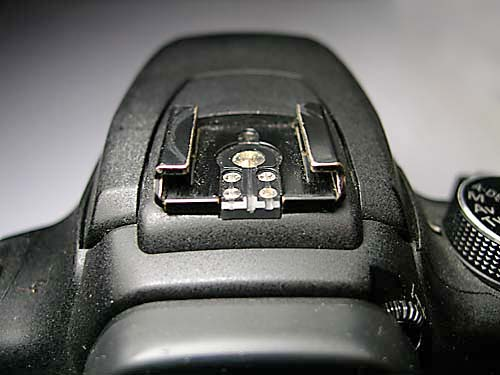

핫 슈(hot shoe)는 플래시 장치 및 기타 호환 액세서리를 부착하기 위해 사진기 상단에 있는 장착 지점이다. 브랜드 독립적인 표준 플래시 동기화를 위해 카메라와 액세서리 사이의 전기적 연결을 완성하는 금속 접점을 둘러싸는 각진 금속 브래킷 형태이다.
핫 슈는 플래시 접점이 없는 표준화된 "액세서리 슈"를 개발한 것으로, 이전에는 거리계나 케이블로 연결된 플래시와 같은 액세서리를 고정하기 위해 카메라에 장착되었다.
핫 슈의 치수는 ISO(국제 표준화 기구)의 ISO 518:2006에 정의되어 있다. 트리거 전압과 같은 세부 사항은 표준화되어 있지 않다. 브랜드 간 전기적 비호환성은 여전히 가능하다.